# Mark Consuelos
Mark Andrew Consuelos, född 30 mars 1971 i Zaragoza i nordöstra Spanien, är en amerikansk skådespelare och talkshowvärd. Han är känd för bland annat sina roller som Mateo Santos i ABC:s såpopera All My Children, samt Hiram Lodge i The CW-dramat Riverdale. Han är värd för talkshowen Live with Kelly and Mark tillsammans med sin hustru Kelly Ripa.
Mark Consuelos, som föddes som det tredje och yngsta barnet till en italiensk mor och en mexikansk far, växte upp först i Italien och sedan i Lebanon i Illinois och Brandon i Florida. Han gick på Bloomingdale Senior High School i Valrico i Florida, på University of Notre Dame och sedan på University of South Florida, där han tog examen i marknadsföring år 1994.
År 1995 träffade Consuelos Kelly Ripa, som var hans motspelare i All My Children. De gifte sig den 1 maj 1996. Paret har tre barn tillsammans.

## Filmografi (i urval)

### Filmer
- 2005 – The Great Raid
- 2006 – Mitt super-ex
- 2006 – Wedding Daze
- 2010 – Cop Out
- 2014 – A Walk Among the Tombstones
- 2016 – All We Had
- 2016 – Nine Lives
- 2026 – Scream 7

### TV-serier
- 1995–2002 – All My Children (TV-serie) (även 2010)
- 2001 – Tredje skiftet (TV-serie) (även 2003)
- 2001 – Vänner (TV-serie)
- 2004–2006 – Missing (TV-serie)
- 2005–2006 – Hope & Faith (TV-serie)
- 2007 – Law & Order: Criminal Intent (TV-serie)
- 2008 – Ugly Betty (TV-serie)
- 2012 – Law & Order: Special Victims Unit (TV-serie)
- 2012–2013 – American Horror Story: Asylum (TV-serie)
- 2013 – The New Normal (TV-serie)
- 2013 – Guys with Kids (TV-serie)
- 2015 – Kingdom (TV-serie)
- 2016 – Pitch (TV-serie)
- 2016 – Queen of the South (TV-serie)
- 2017–2023 – Riverdale (TV-serie)
- 2017 – The Night Shift (TV-serie)
- 2019 – Broad City (TV-serie)
- 2020 – Katy Keene (TV-serie)
- 2022 – Only Murders in the Building (TV-serie)
- 2023 – How I Met Your Father (TV-serie)
- 2023 – Live with Kelly and Mark (TV-serie)
- 2024 – The Girls on the Bus (TV-serie)
- 2024 – Primos (TV-serie) (röst, pågående sändningar)